# Сили військово-морських спеціальних операцій ВМС США
Сили військово-морських спеціальних операцій ВМС США (англ. Naval component to the United States Special Operations) — активний компонент сил спеціальних операцій військово-морських сил США, які об'єднуються під загальним керівництвом Командування військово-морських спеціальних операцій ВМС США для виконання різнорідних спеціальних операцій.

## Сили спеціальних операцій ВМС США

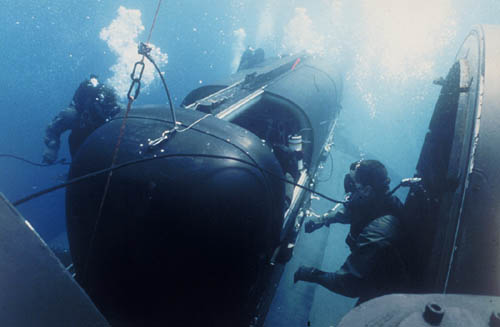
Спецпідрозділ сил спеціальних операцій ВМС SEAL на заняттях під водою із застосуванням засобу доставки SDV MK VIII

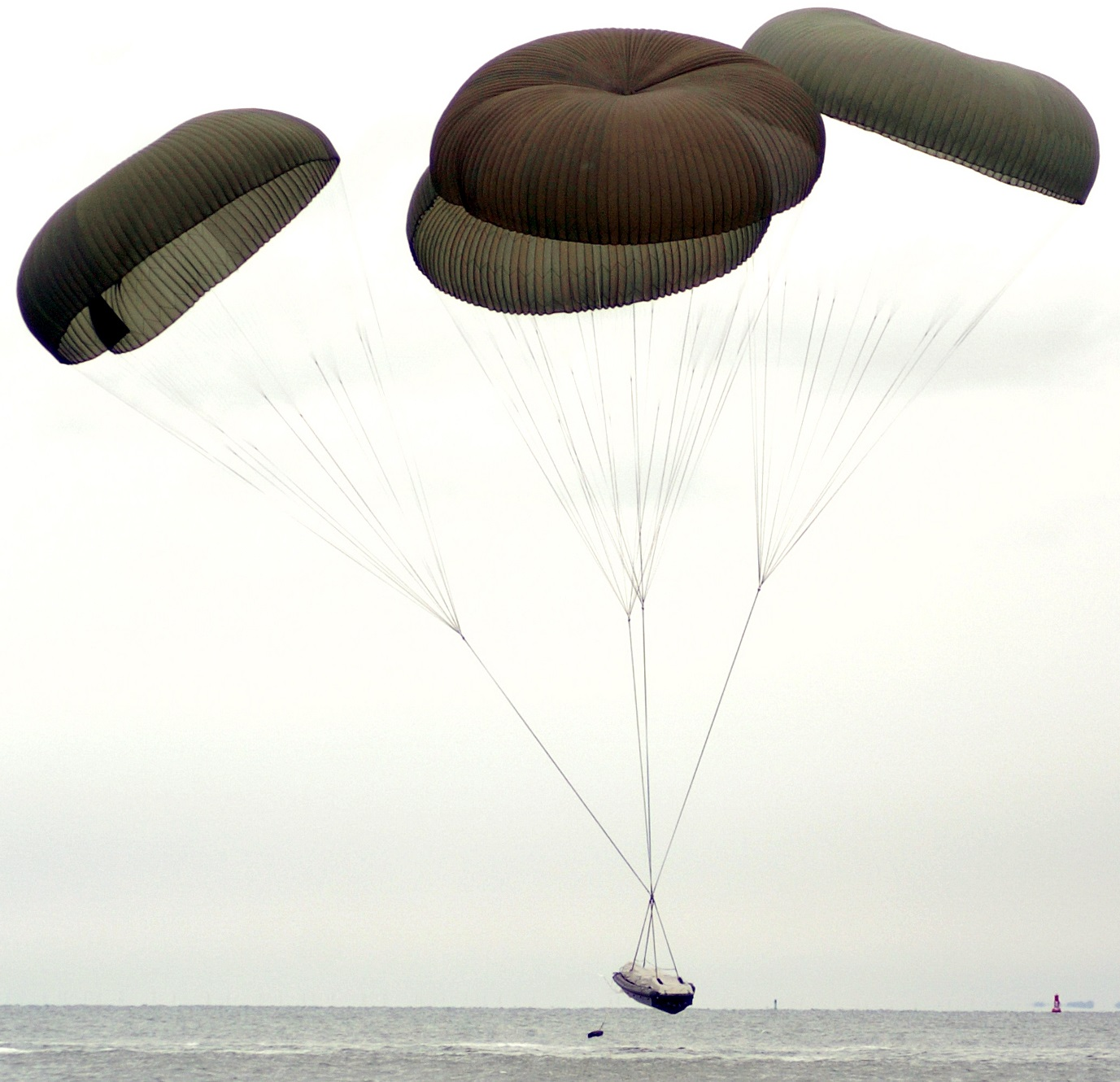
Десантування підрозділу операторів бойових катерів ССО з гумовим швидкісним катером у морі парашутним способом з літака C-130 «Геркулес» поблизу узбережжя Вірджинії. 5 грудня. 2007

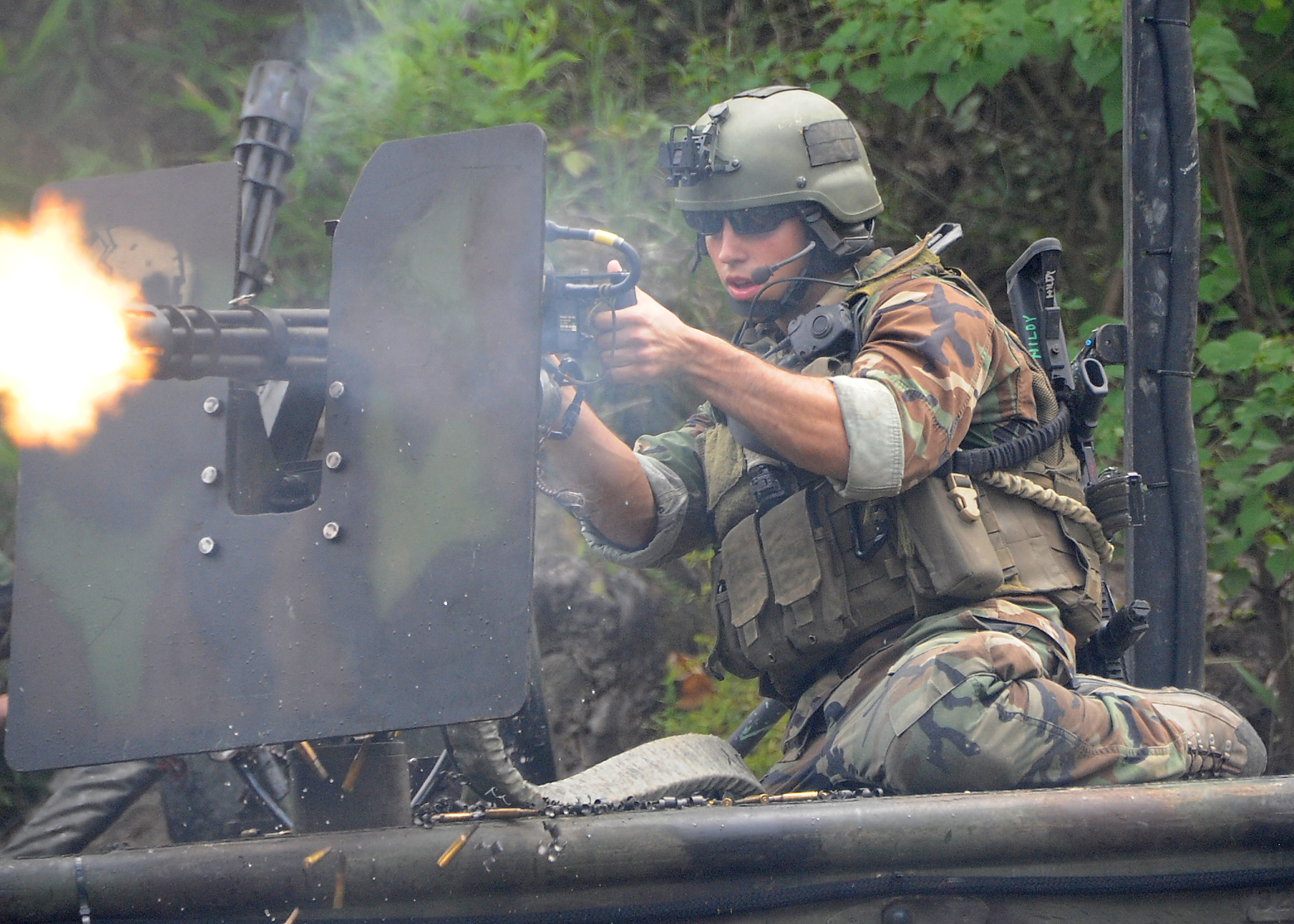
Оператор бойового катеру ССО веде вогонь з багатоствольного швидкострільного кулемету M134 «Мініган». Космічний центр імені Джона Стенніса. Міссісіпі. 16 серпня 2009

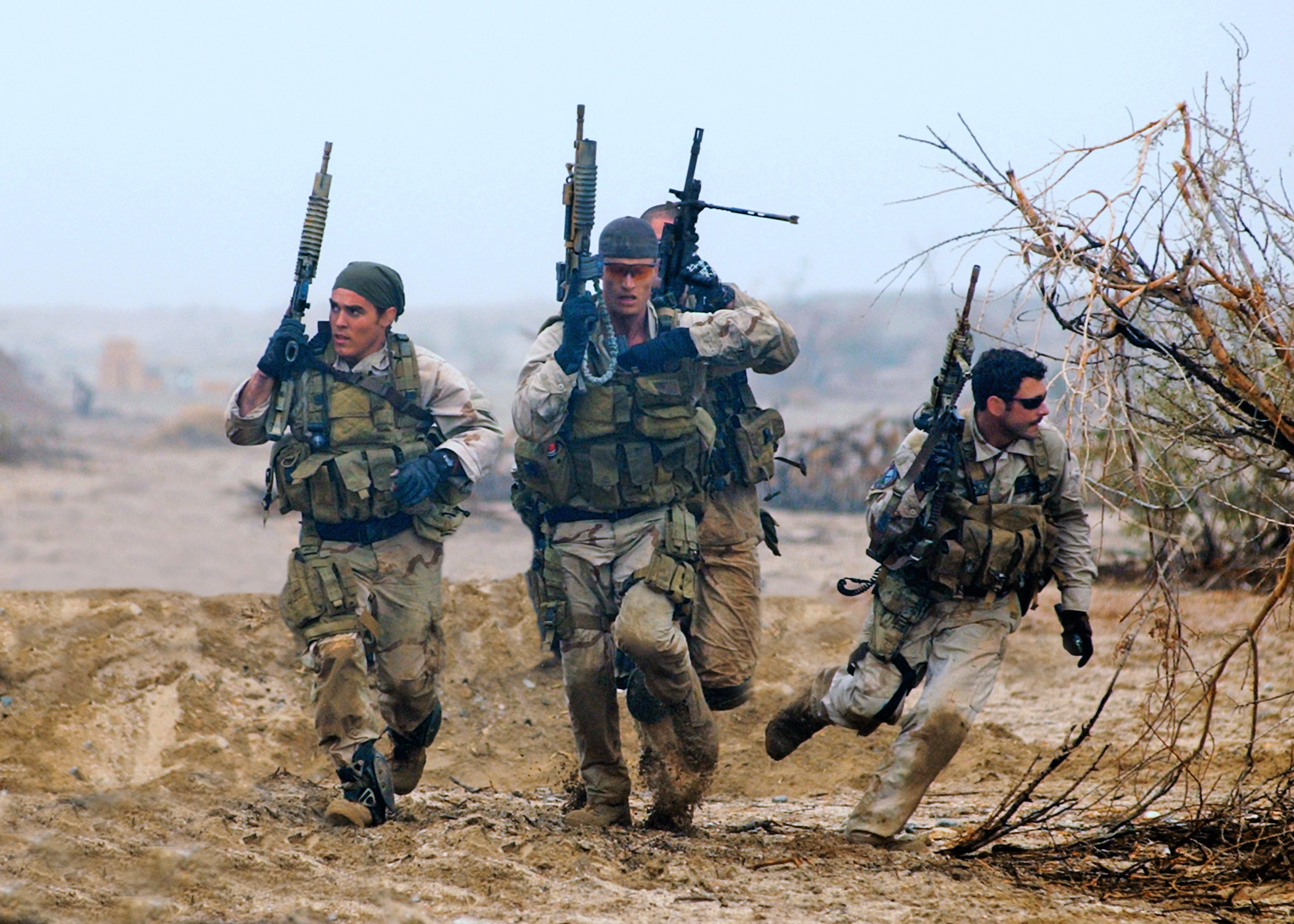
Група операторів SEAL на заняттях у пустелі. 22 лютого 2004

Сили спеціальних операцій ВМС, що підкоряються Командуванню, мають усі сили та засоби, й володіють можливостями й здібностями виконувати завдання з ведення спеціальної розвідки, психологічних та інформаційних операцій, нетрадиційних методів ведення війни, прямими акціями, боротьбою з тероризмом, допомогою дружнім силам оборони, допомоги в організації заходів безпеки, боротьби з наркоторгівлею, пошуково-рятувальних операцій та веденні гідрографічної розвідки. Сили ССО ВМС здатні діяти автономно штатними підрозділами або у взаємодії з ССО інших видів Збройних сил країни або у складі ударної авіаносної групи та амфібійних груп готовності військово-морських сил США.
Морський компонент сил спеціальних операцій США організований, навчений, тренований, оснащений та озброєний для виконання завдань спецоперацій у морській, річковій та прибережній зонах середовища. Підрозділи діють, як правило, в інтересах угруповань флоту США та в цілях захисту національних інтересів, й здатні виконувати завдання, як у мирний час, так й у ворожому середовищі, а також в умовах локальної або звичайної війни.
Основними оперативними компонентами, що входять до складу сил, це 1-ша група спецоперацій ВМС й 1-й човновий ескадрон спецоперацій, що дислокуються в Сан-Дієго, Каліфорнія, 2-га група спецоперацій ВМС й 2-й човновий ескадрон спецоперацій, що дислокуються на військово-морській базі в Норфолку, штат Вірджинія відповідно. Ці формування ССО призначені для всебічної підтримки команд SEAL з їх засобами й доставки їх в глобальному масштабі у розпорядження Командувачів Об'єднаних командувань на театрах дій, а також для їх тренування, навчання й забезпечення що у мирний, так й у воєнний час.
З 5 500 операторів ССО ВМС, що перебувають на дійсній службі — 2 200 особовий склад SEAL та 600 операторів бойових катерів ССО, що складає менше ніж 1 відсоток від загальної чисельності ВМС США.

## Фахівці спецоперацій ВМС
SEAL (англ. United States Navy SEALs) — групи бойових плавців-операторів сил спеціальних операцій, що діють переважно у морському середовищі під час виконання завдань спеціальних операцій. Основними завданнями груп (загонів) морських котиків є ведення спеціальної розвідки, проведення диверсій та порятунок заручників. Крім спеціальних операцій такого характеру, SEAL залучаються для вирішення інших специфічних завдань: прикриття основних сил флоту, наведення артилерійського вогню, розмінування і мінування, забезпечення комунікацій у районах, де ведуться бойові дії, боротьба з морським тероризмом і незаконним перетинанням морських державних кордонів країни. Важливою особливістю морських котиків є їх здібності діяти у найсуворіших умовах морського простору проти значно переважаючих сил супротивника із застосуванням найсучасніших засобів доставки, розвідки, спостереження, вогневого ураження, зв'язку тощо. Через надзвичайну складність виконання бойових завдань, підготовка бойових плавців багатьма експертами світу вважається труднішою у світі.
Група доставки SEAL (англ. SEAL Delivery Vehicle Teams) — допоміжні групи операторів сил спеціальних операцій, на які покладаються завдання доставки бойових плавців до визначених районів (об'єктів) виконання завдань спеціальних операцій. Групи доставки оснащені підводними засобами доставки морських котиків типу SDV MK VIII і надмалими підводними човнами ASDS, які повною мірою забезпечують приховану доставку бойових плавців до цілі, їх маневреність та певну швидкість при пересуванні під водою.
DEVGRU (англ. Naval Special Warfare Development Group (DEVGRU) — основний ударний компонент сил спеціальних операцій США, особлива група бойових плавців-операторів сил спеціальних операцій SEAL, призначена для виконання найскладніших та найнебезпечніших завдань сил спеціальних операцій США. Група входить до складу Частин спеціальних місій (англ. Special Mission Units (SMU) й перебуває у безпосередньому підпорядкуванні Об'єднаного Командування спеціальних операцій.
Оператори бойових катерів ССО (англ. Special warfare combatant-craft crewmen (SWCC) — оператори ССО, що мають у своєму розпорядженні найсучасніші бойові катері для проведення спеціальних операцій у прибережній зоні, патрулювання берегової смуги, а також для підтримки підрозділів спецоперацій при виконанні ними завдань. Основний акцент діяльності операторів бойових катерів ССО при сумісному проведенні спецоперацій з підрозділами ССО робиться на досягненні максимальної швидкості та ефективності при інфільтрації (ексфільтрації) бойових плавців SEAL або інших груп спецоперацій у морській (прибережній) зоні, де перебування великих кораблів неможливо. SWCC мають у своєму розпорядженні ефективну систему доставки бойових катерів у визначений регіон світу за допомогою «Повітряної системи доставки катерів» (англ. Maritime Combatant Craft Aerial Delivery System), котра дозволяє перекидати бойові катери разом з екіпажами операторів парашутним способом.

## Структура Сил військово-морських спеціальних операцій
| Організаційно-штатна структура Командування військово-морських спеціальних операцій ВМС США |
| ------------------------------------------------------------------------------------------- |
|                                                                                             |